# I tre spietati
I tre spietati (El sabor de la venganza) è un film del 1964 diretto da Joaquín Luis Romero Marchent. È un western all'italiana co-prodotto da Spagna e Italia, con protagonista Richard Harrison. Fu distribuito in Italia l'8 febbraio 1964, mesi prima dell'uscita di Per un pugno di dollari, ed era quindi ancora privo dei classici stilemi del genere. Il film, girato tra Almería, Colmenar Viejo e Seseña (ma con alcune scene in interni girate negli stabilimenti De Paolis I.N.C.I.R. di Roma), ebbe un buon successo di pubblico che consentì alla PEA di produrre Per qualche dollaro in più.

## Trama
In un ranch del Texas, durante un attacco di quattro banditi, il capofamiglia Clark Walker viene ucciso da uno di loro davanti alla moglie Louise e ai tre figlioletti Jeff, Chett e Brad. La vedova giura che i figli un giorno vendicheranno Clark. Circa vent'anni dopo, i tre giovani hanno sviluppato caratteri diversi: Chett, avendo assimilato il desiderio di vendetta della madre, è violento e senza scrupoli, mentre Jeff crede fermamente nella legge. Brad, il maggiore e il più equilibrato, è sempre costretto a sedare le frequenti liti tra i due. Una sera Chett uccide un uomo in un saloon, ed è costretto a fuggire. Anche Jeff se ne va di casa per diventare agente federale, mentre Brad rimane con la madre.
Qualche tempo dopo, Brad si è sposato e ha messo su famiglia, Jeff ha raggiunto il suo scopo e Chett è ormai un pistolero itinerante. Jeff si reca a Pima Creek, una città dall'altra parte della frontiera dove vivrebbe l'assassino di suo padre. Lì scopre che lo sceriffo è stato appena ucciso da un abile fuorilegge. Raggiunto dall'amico Pedro Ramirez che gli fa da aiutante, Jeff, disgustato dalla mancanza di coraggio del suo sostituto, prende il suo posto e arresta l'assassino del suo predecessore. Nel frattempo, Chett uccide uno dei banditi che avevano attaccato il ranch e viene a sapere che l'assassino del padre si chiama Westfall e vive a Pima Creek. Tornato a casa, Chett convince Brad ad andare a Pima Creek per cercare Westfall. I tre fratelli, quindi, si riuniscono nella città. Jeff è però scioccato nello scoprire il nome dell'assassino; Westfall è infatti il proprietario di molte attività di Pima Creek, nonché il padre di Susan, la ragazza di cui Jeff si è innamorato.
Jeff arresta comunque Westfall (che si scopre essere anche il mandante dell'omicidio dello sceriffo), ma il tribunale rimanda il processo per assenza di prove. A questo punto Chett decide di agire da solo, e rapisce Westfall per condurlo davanti a sua madre in modo che lei lo possa riconoscere. Durante la cavalcata, Westfall aggredisce Chett, che lo uccide rimanendo però ferito mortalmente. Chett riesce comunque a raggiungere la madre, quindi muore subito dopo aver ricevuto la conferma che Westfall era l'assassino. Jeff, Brad e Pedro giungono troppo tardi, e possono solo piangere la morte di Chett con la madre.

## Distribuzione

### Data di uscita
Le date di uscita internazionali sono state:
- 8 febbraio 1964 in Italia
- 4 maggio in Spagna
- 23 ottobre in Germania Ovest (Abrechnung in Veracruz)
- 21 marzo 1966 in Danimarca (Djævlesheriffen)
- 19 maggio in Messico (Los tres implacables)
- 13 ottobre in Norvegia
- 16 gennaio 1967 in Svezia (3 blodshämnare)

### Edizione italiana
Nei titoli di testa italiani, gran parte del cast tecnico spagnolo fu sostituito da specialisti del bel paese che in realtà non lavorarono affatto al film, creando alcuni equivoci. Inoltre, gli attori Miguel Palenzuela, Fernando Sancho, Gloria Osuna e Luis Induni furono accreditati rispettivamente con gli pseudonimi di Billy Hyden, Fernand Sancho, Evelyn Merril e Andrew Scott. Il doppiaggio italiano fu eseguito dalla C.D.C. presso gli stabilimenti Fono Roma.

## Accoglienza

### Critica
Il film fu accolto tiepidamente dalla critica italiana dell'epoca. Leo Pestelli de La Stampa lo giudicò "diretto con sicuro senso dello spettacolo" ma ne sottolineò la forte componente imitativa dei western americani. L'Unità invece criticò aspramente il film, lamentando che i fini spettacolari e la violenza ne soffocano i motivi morali e giudicando la rappresentazione "truculenta e priva di ogni drammaticità". È invece positiva la recensione retrospettiva di Paolo Mereghetti, che considera il film "un solido western dall'impianto classico e dalle caratterizzazioni non banali" e afferma che Marchent dosa con bravura i registri.